# Ус Олександра Іванівна
Олександра Іванівна Ус (1918 – 2001) – український тренер з легкої атлетики, заслужений тренер УРСР з легкої атлетики, педагог.

## Біографія
Олександра Іванівна  Ус народилася 15 серпня 1918 року в Чернігівській губернії.
В 1935 році закінчила Прилуцький педагогічний технікум, а у 1939 році – Харківський інститут фізичної культури.
У 1939 – 1941 роках викладала в Одеському мукомельному інституті, а у 1944 – 1945 роках – в Одеському медичному інституті.
Протягом 1945 – 1977 років була старшим викладачем кафедри спорту Одеського державного педагогічного інституту імені К. Д. Ушинського.
Згодом працювала тренером спортивної школи Одеського стадіону СКА.
У 1948 році обиралася депутатом районної ради в м. Одесі.
Тренер з легкої атлетики. Була секретарем федерації легкої атлетики Одеської області.
Майстер спорту СРСР.
Померла 19 липня 2001 року в Одесі.

## Нагороди
- Звання "Заслужений тренер УРСР."
- Срібна призерка з бігу на 80 м з бар'єрами та бронзова призерка з п'ятиборства чемпіонату України з легкої атлетики 1951 року. [1]

## Вшанування пам’яті
- Змагання з легкої атлетики серед вишів Одеси, присвячені пам’яті заслуженого тренера СРСР П. І. Никифорова і заслуженого тренера УРСР О. І. Ус.